# Мост Дружбы (Афганистан — Узбекистан)
Мост Дружбы — совмещенный автомобильно-железнодорожный мост через реку Амударья, соединяющий города Хайратон (Афганистан) и Термез (Узбекистан). Построен в 1981—1982 годах советскими строителями. Длина моста составляет 816 м.
Именно через мост Дружбы был завершён вывод советских войск из Афганистана 15 февраля 1989 года.
В 1989 году мост был переименован[кем?] в «Хайратон».
В 1996 году узбекские власти в одностороннем порядке закрыли движение по мосту, это было продиктовано соображениями безопасности и было связано с приходом к власти в Афганистане реакционного движения «Талибан». С февраля 2002 года Узбекистан вновь открыл движение по мосту «Хайратон» первоначально лишь для транспортировки продовольствия, медикаментов и других гуманитарных грузов (по линии ООН, в соответствии с соглашением между правительством Узбекистана и ООН по содействию в доставке гуманитарных грузов).
В 2021 году, спустя 32 года после вывода советских войск, через мост отступили в Узбекистан соединения афганских военных.  

## См. также

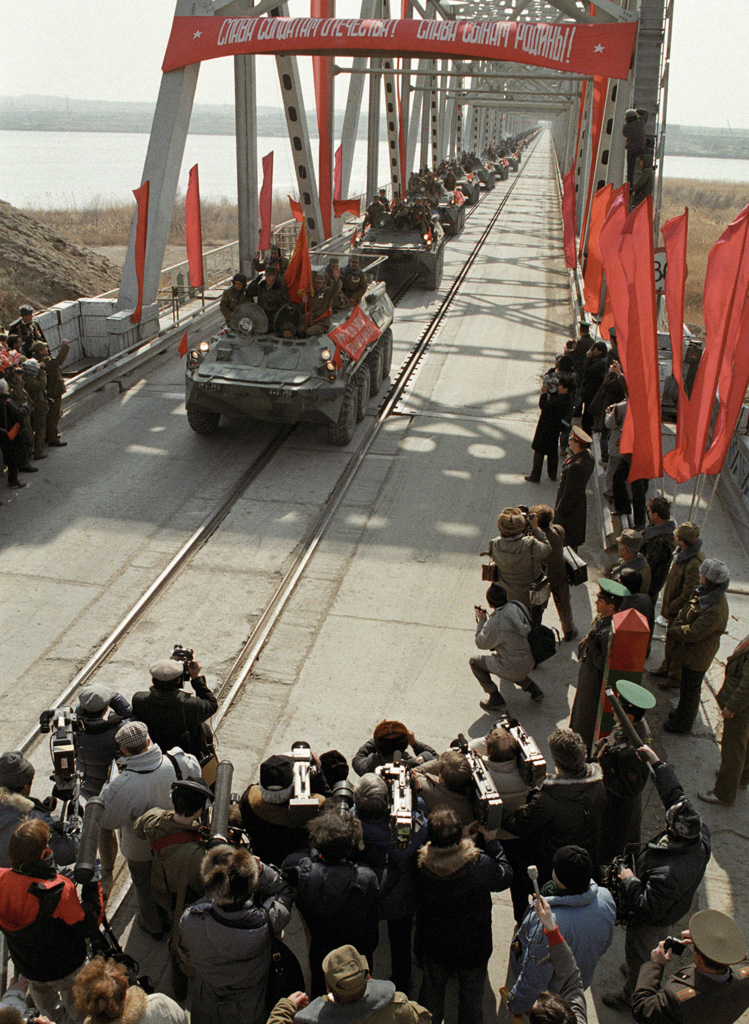
Войска на мосту Дружбы во время вывода советских войск из Афганистана.